# 7644 Cslewis
7644 Cslewis è un asteroide della fascia principale. Scoperto nel 1988, presenta un'orbita caratterizzata da un semiasse maggiore pari a 2,5832495 UA e da un'eccentricità di 0,1346664, inclinata di 13,83458° rispetto all'eclittica.
È dedicato allo scrittore C. S. Lewis.